# 멜라니 로이폴츠
멜라니 로이폴츠(독일어: Melanie Leupolz, 1994년 4월 14일 ~ )는 독일의 여자 축구 선수로 포지션은 미드필더이다. 현재는 첼시 FC 위민 소속으로 활동하고 있다.

## 클럽 경력
멜라니 로이폴츠는 TSV 라첸리트와 TSV 테트낭 유스 팀에서 선수 생활을 시작했으며 2010년에 SC 프라이부르크에 합류하면서 2. 프라우엔-분데스리가 무대에 데뷔했다. SC 프라이부르크는 2010-11 2. 프라우엔-분데스리가 시즌에서 1위를 차지하면서 프라우엔-분데스리가로 승격되었다. 2011년 8월 21일에 열린 SC 07 바트노이에나어와의 원정 경기에 처음 출전하여 첫 골을 기록하면서 프라우엔-분데스리가 무대에 데뷔했는데 SC 프라이부르크는 해당 경기에서 2-2 무승부를 기록했다.
2014년 2월 17일에는 2013-14 프라우엔-분데스리가 시즌 종료부터 2017년 6월 30일까지 바이에른 뮌헨에서 활동한다는 공식 성명을 발표했다. 2014년 8월 31일에 열린 1. FFC 프랑크푸르트와의 1라운드 홈 경기에 처음 출전하면서 바이에른 뮌헨 소속 선수로 데뷔했는데 바이에른 뮌헨은 해당 경기에서 1-1 무승부를 기록했다. 바이어 04 레버쿠젠과의 5라운드 원정 경기에서는 바이에른 뮌헨 무대에서의 첫 골을 기록하여 바이에른 뮌헨의 3-0 승리에 기여했다.
2014-15·2015-16 프라우엔-분데스리가 시즌에서 바이에른 뮌헨의 우승에 기여했으며 2017-18 여자 DFB-포칼 시즌에서 바이에른 뮌헨의 준우승에 기여했다. 2018년 12월에는 바이에른 뮌헨과의 계약을 2020년 여름까지 연장했다. 2020-21 시즌에서는 잉글랜드 FA 여자 슈퍼리그 소속 여자 축구 클럽인 첼시로 이적했다.

## 국가대표 경력
2009년에 독일 여자 U-15 축구 국가대표팀 선수로 활동하면서 5경기에 출전하여 1골을 기록했으며 2009년부터 2011년까지 독일 여자 U-17 축구 국가대표팀 선수로 활동하던 동안에는 5경기에 출전하여 7골을 기록했다. 스위스에서 개최된 2010년·2011년 UEFA U-17 여자 축구 선수권 대회에서는 독일 여자 U-17 축구 국가대표팀의 주장을 맡았고 독일이 3위를 차지하는 데에 기여했다.
트리니다드 토바고에서 개최된 2010년 FIFA U-17 여자 월드컵에서는 남아프리카 공화국과의 조별 예선 경기에서 2골을 기록하면서 독일의 10-1 승리에 기여했으나 독일은 조선민주주의인민공화국과의 8강전 경기에서 0-1 패배를 기록하면서 탈락했다. 2011년부터 2013년까지 독일 여자 U-19 축구 국가대표팀 선수로 활동하던 동안에는 12경기에 출전하여 4골을 기록했다. 일본에서 개최된 2012년 FIFA U-20 여자 월드컵에서는 독일의 준우승에 기여했다.
2013년 6월 19일에 독일 파더보른에서 열린 캐나다와의 친선 경기에 처음 출전하면서 독일 여자 축구 국가대표팀 선수로 데뷔했으며 독일은 캐나다에 1-0 승리를 기록했다. 스웨덴에서 개최된 UEFA 여자 유로 2013에 참가하여 본선 4경기에 기용되었는데 독일은 해당 대회에서 우승을 차지했다. 2013년 9월 21일에 독일 콧부스에서 열린 러시아와의 2015년 FIFA 여자 월드컵 유럽 지역 예선 홈 경기에서 자신의 국가대표팀 첫 골이자 독일의 6번째 골을 기록하여 독일의 9-0 승리에 기여했다.
2015년 5월 24일에는 질비아 나이트 독일 여자 축구 국가대표팀 감독에 의해 캐나다에서 개최된 2015년 FIFA 여자 월드컵에 참가한 독일 여자 축구 국가대표팀 명단에 이름을 올렸다. 2015년 FIFA 여자 월드컵에서 본선 6경기에 기용되었으며 독일은 해당 대회에서 4위를 차지했다. 특히 태국과의 조별 예선 경기에서는 독일의 1번째 골을 기록하여 독일의 4-0 승리에 기여했다. 2016년 리우데자네이루 하계 올림픽에서는 본선 6경기에 모두 출전하여 독일의 올림픽 여자 축구 금메달 획득에 기여했다.
네덜란드에서 개최된 UEFA 여자 유로 2017은 무릎 부상으로 인해 출전하지 못했다. 프랑스에서 개최된 2019년 FIFA 여자 월드컵에서는 본선 4경기에 기용되었고 남아프리카 공화국과의 조별 예선 경기에서는 독일의 4번째 골을 기록하여 독일의 4-0 승리에 기여했다. 하지만 독일은 스웨덴과의 8강전 경기에서 1-2 패배를 기록하면서 탈락했다.

## 수상

### 클럽
바이에른 뮌헨
- 프라우엔-분데스리가 2회 우승 (2014-15, 2015-16)
- 여자 DFB-포칼 1회 우승 (2017-18)

### 국가대표
- 2010년 UEFA U-17 여자 축구 선수권 대회 3위
- 2011년 UEFA U-17 여자 축구 선수권 대회 3위
- 2012년 FIFA U-20 여자 월드컵 준우승
- UEFA 여자 유로 2013 우승
- 2014년 알가르브컵 우승
- 2016년 리우데자네이루 하계 올림픽 여자 축구 금메달

### 개인
- 2011년 프리츠 발터 여자 축구 동메달 수상
- 2013년 프리츠 발터 여자 축구 금메달 수상
- 2016년 질베르네스 로르베르블라트 수상